# Mariana Lessa
Mariana Lessa Campbell (São Paulo, Brasil; 5 de agosto de 1992) más conocida como Mariana Lessa es una actriz, cantante y modelo brasileña, conocida por protagonizar la serie juvenil original de Nickelodeon, Julie y los fantasmas.

## Vida personal
Mariana Lessa nació el 5 de agosto de 1992 en São Paulo, Brasil, es hija de Carlos Grillo, un conocido actor brasileño y Ana Lessa; tiene dos hermanos, Taiana Lessa y Caique Lessa. Mariana desde pequeña sintió inclinación por las artes, por lo que desde muy pequeña tomó clases de actuación y canto, comenzó su carrera como modelo publicitaria, siendo imagen de diferentes marcas en Brasil.

## Carrera
Su primera participación en televisión fue en 2008 con un papel menor en el programa de televisión, Custe o Que Custar. Más tarde en 2011, consiguió la gran oportunidad de su vida al conseguir el papel principal de la serie original de Nickelodeon, Julie y los fantasmas.
En 2011, Mariana fue elegida como protagonista de la serie original de Nickelodeon, Julie y los fantasmas. La serie estrenó el 17 de octubre de 2011 en Band y 20 de octubre de 2011 en Nickelodeon Brasil, mientras que en Latinoamérica se estrenó el 6 de marzo de 2012 por Nickelodeon Latinoamérica. La serie cuenta la historia de una adolescente que sueña con convertirse en cantante profesional y forma parte de una banda de rock, al lado de tres espíritus que provienen de los años 80. La serie obtuvo buena recepción durante el tiempo que duró su emisión, la serie ganó el premio Troféu APCA a mejor programa juvenil. Mariana grabó algunos temas de la serie como; "Invisível", "Meu Louco Mundo" y "Você Não Sabe". El personaje de Mariana en la serie le dio el reconocimiento nacional e internacional, la serie fue un éxito en Brasil, Italia y el resto de Latinoamérica.
En 2016, Lessa protagonizó la obra de teatro, Friendzone.

## Filmografía

### Televisión
| Año       | Título                | Personaje | Notas        |
| --------- | --------------------- | --------- | ------------ |
| 2008      | Custe o Que Custar    | Mariana   | Rol menor    |
| 2011-2012 | Julie y los fantasmas | Julie     | Protagonista |
| 2017      | Chamado Central       |           | Episodio 17  |
| 2018      | Fábrica de Casamentos | Noiva     |              |